# Урбанский, Анатолий Игоревич
Анатолий Игоревич Урбанский (укр. Анатолій Ігорович Урбанський; род. 21 июня 1975, Одесса, УССР) — украинский политик, беспартийный. Председатель Одесского областного совета VII созыва с 12 ноября 2015 по 21 августа 2019 года, депутат Верховной рады Украины IX созыва. Член депутатской группы «За будущее». Член Комитета Верховной Рады по вопросам бюджета.

## Биография
В 1997 году окончил Одесский государственный морской университет по специальности «Организация перевозок и управление на морском транспорте», квалификация — инженер по эксплуатации морского транспорта.
С 1997 года работал в инвестиционных компаниях.
С 2005 года занимался предпринимательской деятельностью в судоремонтных компаниях.
С 2009 года — менеджер по вопросам управления и административной деятельности, консультант по ремонту и техническому обслуживанию судов ОАО «Дунайсудоремонт» в городе Измаиле.
В 2011 году по решению общих сборов акционерных обществ избран членом Наблюдательных советов ПАО «Дунайсудоремонт» и ПАО «Измаильский речной порт «Дунайсудосервис».
В 2015 году избран депутатом Одесского областного совета от города Измаил.
В 2019 году избран народным депутатом Украины.

## Общественно-политическая деятельность
В 2015 году избран депутатами областного совета председателем Одесского областного совета.
На парламентских выборах 2019 года в качестве самовыдвиженца одержал победу в одномандатном избирательном округе № 143 (город Измаил, Измаильский и Ренийский районы, а также часть Болградского района). Во время выборов был председателем Одесского облсовета, беспартийным. Проживал в Одессе.
3 августа 2020 года возглавил Одесскую областную организацию политической партии "ЗА МАЙБУТНЄ".

## Личная жизнь
Есть младший брат Александр Урбанский.
Женат, имеет двух дочерей.